# Notoreas simplex
Notoreas simplex är en fjärilsart som beskrevs av Hudson 1898. Notoreas simplex ingår i släktet Notoreas och familjen mätare. Inga underarter finns listade i Catalogue of Life.